# Stickbeskrivning
Stickbeskrivning är något som behövs för att skapa stickade plagg. De flesta stickbeskrivningar är enbart ord, men det finns också andra system. I Japan har man utvecklat ett symbolspråk som kan tolkas utan kunskaper i japanska. De flesta utländska stickbeskrivningar innehåller också en skiss som visar de olika delarna av plagget och vad de har för mått. 
Förr skapades stickbeskrivningar alltid för hand genom att man räknade ut hur många maskor man skulle lägga upp och hur många varv man skulle sticka. Nuförtiden finns flera datorprogram som gör detta. 